# Frente Popular para a Justiça no Congo
Frente Popular pela Justiça no Congo (em francês:  Front populaire pour la justice au Congo, FPJC) é um grupo armado que opera no sul de Ituri, uma província da República Democrática do Congo, sendo um dos participantes do Conflito de Ituri. Foi formado em setembro de 2008 a partir da fragmentação da Força de Resistência Patriótica de Ituri (FRPI) e da união de outros grupos armados, incluindo combatentes da Frente Nacionalista e Integracionista, que haviam resistido às campanhas nacionais de desarmamento. O grupo manifestou oposição a uma tentativa de 2006 para resolver o conflito de Ituri, que concedeu anistia aos ex-participantes do conflito. Em 2011, o grupo foi estimado por possuir menos de 100 membros. Enquanto a FRPI estava intimamente ligada ao grupo etnolinguístico Ngiti, a FPJC incorporou membros de origens étnicas mais variadas.
Em outubro de 2008, a FPJC entrou em conflito com as forças armadas do governo congolês perto de Bunia, em Ituri, deslocando milhares de moradores locais antes de serem repelidos pelas tropas do governo e pela MONUSCO, a missão de paz da ONU na República Democrática do Congo. Em março de 2009, a FPJC lançou ataques contra aldeias a sudeste de Bunia, que foram seguidos por contra-ataques da FRPI. O Alto Comissariado das Nações Unidas para os Refugiados responsabilizou os combates entre os grupos rebeldes pelo deslocamento de mais de 30 mil congoleses em Ituri. As forças do governo lançaram uma operação em 2010 para repelir a FPJC e outros grupos rebeldes que operam em Ituri e para realocar populações em risco. Um dos primeiros líderes do grupo, Sharif Mandu, foi preso em 2 de setembro de 2010 em Arua, uma cidade no oeste de Uganda. Outro líder da FPJC, Jean-Claude Baraka, foi preso na mesma época. A prisão de Mandu foi seguida por uma luta pelo poder entre seus tenentes. David Mbadu assumiu o controle depois que seu rival Cobra Matata, um ex-comandante da FPRI e brevemente o líder da FPJC, desapareceu por um tempo. Matata se rendeu às forças militares em novembro de 2014 e foi preso em janeiro de 2015.
Em 2011, os combatentes da FPJC roubaram materiais dos centros de registro eleitorais em Ituri, embora não tenham impedido o registro dos eleitores. A ONU informou que o grupo se envolveu em sequestros e recrutamento forçado de adultos e crianças. Uma resolução do Parlamento Europeu em 2010 acusou a FPJC, juntamente com outros grupos armados ativos no leste do Congo, de "causar, direta ou indiretamente, milhares de mortes, sofrimento insuportável, pobreza e deslocados internos todos os meses".